# Ядов, Яков Петрович
Я́ков Петро́вич Я́дов, фамилия при рождении Давы́дов (1884, Киев — сентябрь 1940, Москва) — российский, советский поэт, писатель-сатирик, киносценарист, эстрадный драматург, автор слов популярных песенок времён НЭПа, среди которых: «Цыплёнок жареный», «Мурка», «Бублички», «Фонарики», «Гоп со смыком».
Работал в качестве стихотворного фельетониста в советских газетах «Одесские известия», «Станок», «Моряк» (Одесса), «Трудовой Батум», «Пролетарий», «Всеукраинский пролетарий», «Харьковский пролетарий» и «Коммунист» (Харьков), «Красное Знамя» (Владивосток). В 1920-е годы жил в Одессе, потом в Ленинграде; с 1930 года — в Москве. Автор сценариев нескольких ранних советских агитфильмов.

## Биография

### 1884—1919 годы
Яков Петрович Давыдов, известный под литературным псевдонимом Ядов, родился в еврейской семье в Киеве на Подоле в 1884 году. Его первые публикации относятся к 1912 году. Он печатает сатирические стихи и фельетоны в местной прессе на русском и украинском языках как под собственным именем (Я. Давыдов), так и различными псевдонимами (Жгут, Боцман Яков, Яків Отрута, Яків Боцман и Пчела).
С 1916 года работает в киевской газете «Последние новости», где публикует стихотворные фельетоны на русском языке, а с 1917 года, ещё и на украинском в газете «Народна воля» (под псевдонимом Яків Отрута). Тогда же случались печататься и в периодических изданиях Одессы и Николаева. К этому времени он без преувеличения стал мастером во всех жанрах журналистики: писал политические обозрения, фельетоны в стихах и прозе, пародии, эпиграммы, очерки, сатирические обозрения для театра миниатюр.

### 1920-е годы
В 1918—1919 годах в Киеве беспрерывно менялась власть. В поисках лучшей жизни Давыдов уезжает в Одессу, где под псевдонимом Ядов работает в газете «Одесские известия», а как Яков Боцман пишет фельетоны в газете «Моряк». В Одессе Яков Петрович познакомился с И. Ильфом, Е. Петровым, В. Катаевым, К. Паустовским. В 1920 году им написана пьеса «Там хорошо, где нас нет», которая прошла в ряде театров юга России. Двадцатые годы характерны и тем, что с этого момента Яков Петрович Давыдов всё своё творчество осуществляет под единственным псевдонимом — Яков Ядов.
В 1926 году, в самый разгар НЭПа, к мотиву предложенному эстрадным куплетистом Григорием Красавиным, Яков Ядов написал стихи к легендарной песне «Бублички». Вот как вспоминал историю создания произведения сам Красавин: "У меня была привычка собирать мелодии песенок на всякий случай. Бывало, услышу где-нибудь в кафе или в ресторане что-нибудь характерно-эстрадное прошу пианиста дать мне ноты. Одна из этих мелодий мне пригодилась в 1926 году. Я тогда жил в Харькове, и туда приехали известные администраторы Аркадий Вольский и Борис Рейф. Они меня приглашали на открытие сезона в Одессу — в Театр миниатюр на Ланжероновской улице. В процессе разговора, когда я старался выяснить, в чём состоит одесская «злоба дня», они мне сказали, что в Одессе на всех углах продают горячие бублики с утра и до вечера и с вечера до утра. Только и слышно: «Купите бублики, горячие бублики…» Вот это, сказали они, стоило бы отразить в песенке. Кто это может сделать хорошо и быстро? Только один человек — Яков Петрович Ядов! Через несколько часов мы были на Сумской улице в квартире Ядова. Якову Петровичу очень понравилась музыка. Он сразу загорелся: «Это прекрасная идея! Надо показать в этой песенке несчастную безработную девушку, мерзнущую на улице ради куска хлеба, умирающую с голода для обогащения нэпмана, так сказать, одна из „гримас нэпа“». Он задумался, потом добавил: «Идите в столовую пить чай, а я буду печь бублики».
Мы сидели в кругу семьи Ядова, пили чай, а в соседней комнате стучала пишущая машинка. И не прошло тридцати минут, как Ядов без заминки прочел то, что я сейчас исполню…". Интересно, что после пары исполнений этого произведения в Одессе, оно зазвучало по всему городу. В тот же году «Бублички» попали в Нью-Йорк и были переведены на идиш.
Двадцатые годы были отмечены для Якова Ядова множественными переездами. В этот период ему довелось жить и трудиться не только в газетах Киева и Одессы, но и Харькова, Батуми, Владивостока. В 1929 году он перебирается в Ленинград. Однако, после возникших трений с Обществом Советской Эстрады (ОСЭ), руководители которого считали творчество Ядова низкопробной безыдейщиной, уезжает и из него.

### 1930-е годы
С 1930 года Яков Ядов поселяется в Москве на Бауманской улице. Здесь, как внештатный корреспондент, печатается в газетах «Труд» и «Вечерняя Москва». Активно сотрудничает с Л. Утесовым, В. Козиным и множеством других не столь известных исполнителей.
Однако, из-за трений с руководителями культуры, жёстко критиковавших и обвинявших Якова Петровича в пошлости и мелкотемье, его материальное положение с каждым годом становится всё хуже. В середине 30-х годов его и вовсе исключают из Литфонда, что фактически приводит к нищете. На жизнь он зарабатывает куплетами для Утёсова и миниатюрами для эстрадных юмористов, например, для Петра Муравского, конферансье и музыкального фельетониста. Кстати, подписывая свою фотографию последнему, Ядов горько иронизирует: Яков Петрович Ядов. Великий писатель Бауманской улицы и её окрестностей.
Отчаяние и безысходность серьёзно подрывает здоровье. В таком состоянии 16 апреля 1940 года он пишет бывшему Генеральному прокурору СССР, а на тот момент вновь назначенному Заместителю председателя Совета народных комиссаров СССР А. Я. Вышинскому, где в частности говорит о травле со стороны Общества Советской Эстрады (ОСЭ), о фактическом решение ликвидировать Ядова, как несогласного с РАППовскими установками в области эстрады:

Видя, что силы неравны, что меня могут угробить, я уехал в Москву. В моё отсутствие, за неимением Ядова, ОСЭ ликвидировало эстраду вообще, а затем самоликвидировалось.
Но в Москве я не спасся. Рапповцы устроили мой «творческий вечер», на котором разгромили меня в пух и прах, причислив к лику классовых врагов. При этом один из ораторов с циничной откровенностью заявил:
— Ядова надо ликвидировать, так как из-за таких, как он, нас (то есть рапповцев) на эстраде не исполняют.
Этот «творческий вечер» стоил мне кровоизлияния в мозг, к счастью, лёгкого. Вызванный врач настаивал на немедленном помещении меня в больницу. Но как не члена профсоюза (мне было отказано в приёме) меня ни одна больница не брала. Рапповский секретариат тогдашнего Всероскомдрама отказался мне в этом помочь. Гибель казалась неизбежной. Тогда жена обратилась с письмом к тов. Сталину с просьбой помочь её мужу выздороветь. И немедленно из секретариата тов. Сталина последовало распоряжение о предоставлении мне всех видов лечения. Меня положили в больницу, и я был спасён. (…) Затем вдруг Литфонд известил меня, что меня исключают из Литфонда, так как моя литературная продукция не имеет художественной ценности. Но аккуратно взимать 2 % с авторского гонорара, получаемого за «нехудожественную» продукцию, Литфонд продолжает до сих пор.

Неизвестно дошло ли это письмо до адресата, но в скором времени после обращения о помощи Якова Ядова не стало.

## Память
Яков Петрович Ядов умер осенью 1940 года. Урна с прахом находится в 1 секции колумбария № 9 Донского кладбища. Мраморная доска содержит надпись, составленную его вдовой: Драматург Яков Петрович Давыдов-Ядов 1884—1940.
17 мая 1957 года вдова Я. П. Ядова Ольга Петровна писала из Москвы в Ленинград Донату Мечику (отцу Сергея Довлатова), который был учеником Якова Петровича:

… я очень одинока. Литфонд иногда обо мне вспоминает. Единственная меня не забывает, это Елена Иосифовна Утёсова. Одно желание — это хочется, чтобы имя, вернее, творчество Ядова было увековечено. Вот и всё… Вы знаете, какие большие деньги зарабатывал Яша, а в день его смерти осталась с 10-ю рублями, а накануне ещё у нас были гости…

## Из воспоминаний
Зиновий Паперный берёт интервью у Леонида Утёсова:

— Ваша любимая песня?
— Песня протеста.
— Против чего?
— Не против чего, а про что. Про тесто. Короче говоря, «Бублики».
И он поёт:
Ночь надвигается,

Фонарь качается,

Мильтон ругается

В ночную мглу. (…)
— А кто автор?
— Яков Ядов.
— Что он ещё написал?
— Много… Вот, например, частушки:
От среды и до субботы

В нашей бане нет работы,

От субботы до среды —

В нашей бане нет воды.
Признаюсь, имя Якова Петровича Ядова я услышал тогда впервые. Позднее, уже после смерти Леонида Осиповича, я разбирал вместе с Антониной Сергеевной Ревельс-Утёсовой его архив, и вдруг мне попался листок «Частушек» Я. П. Ядова. Там кроме упомянутой частушки о бане были ещё и такие:
На эстраде двое пели:

«Нас побить, побить хотели»,

До того они завыли,

Что действительно побили.
Торговала Изабелла,

Продавала маркизет.

Барыша она имела

За сто метров десять лет.
Крысоловку постарались

Дать в большой универмаг.

Поутру в ней оказались

Два кассира и завмаг.

Константин Паустовский вспоминал, что Ядов был по натуре человеком уступчивым и уязвимым, жил очень бедно: В 1930-е работы у него было очень мало, да и слава его как автора «Бубличков» не способствовала яркой советской эстрадной карьере. Жить ему было бы трудно, если бы не любовь к нему из-за его песенок всей портовой и окраинной Одессы. Ядов охотно писал для них песенки буквально за гроши«.
В 1926 году, приехав в Батуми и случайно встретив в одном из ресторанов Якова Петровича, так описал этот вечер:

 (…) …На эстраде оркестр… играл попурри из разных опереток, потом заиграл знаменитую песенку Ядова:
Купите бублики

Для всей республики!

Гоните рублики

Вы поскорей!
Ядов усмехнулся, разглядывая скатерть, залитую вином. Я подошёл к оркестру и сказал дирижёру, что в зале сидит автор этой песенки одесский поэт Ядов.
Оркестранты встали, подошли к нашему столику. Дирижёр взмахнул рукой, и развязный мотив песенки загремел под дымными сводами ресторана. Ядов поднялся. Посетители ресторана тоже встали и начали аплодировать ему».

## Литературное творчество
Якову Ядову принадлежит авторство многих «народных» песен времён НЭП: «Цыплёнок жареный», «Мурка», «Бублички», «Фонарики», «Гоп со смыком». Владимир Бахтин в своей статье пишет:

… Кстати, первоначальный вариант «Мурки» — это жестокий романс, отнюдь не блатная песня. Не назвал «Мурку» «Муркой» и Константин Паустовский. В уже цитированной «Повести о жизни» он пишет: «Даже всеведущие жители города (Одессы. — Вл. Б.) не могли припомнить, к примеру, кто написал песенку „Здравствуй, моя Любка, здравствуй, дорогая!“». Трудно поверить в то, что Паустовский ошибся. Просто не хотел произносить это одиозное имя. Может быть, потому и об авторстве Ядова умолчал? Отметим и такой факт. Все писавшие об Ядове уверенно говорят о нём как о создателе многих популярнейших песен 1920-х годов, однако, кроме «Бубличков», никто не назвал ни одной. Естественно предположить, что в уме они держали «Мурку» и «Гоп со смыком» или хотя бы одну из них, но выговорить не решались. Время же рождения этих песен соответствует расцвету таланта Ядова.

Ядов также был автором популярных песен в исполнении Вадима Козина с его же музыкой «Любушка» («Краше нет на свете нашей Любы…») 1939 года и «Смейся, смейся громче всех…» 1940 года; в исполнении Утесова («Лимончики»); многих куплетов и юморесок для артистов эстрады, сценариев клоунад. Его скетчи, фельетоны, песни на его стихи исполнялись буквально во всех театральных кабаре. Особенно много было написано текстов для исполнения эстрадным артистом и скрипачом Григорием Красавиным, учеником «короля эксцентрики» 1910-х годов Михаила Савоярова.

## Сценарии к фильмам
- 1919 — «Запуганный буржуй»
- 1919 — «Азиатская гостья» (фильм не сохранился)
- 1923 — «Магнитная аномалия» (Производство: ВУФКУ (Одесса); режиссёр Пётр Чардынин, фильм не сохранился)